# گولانکی (استان پودلاسکی)

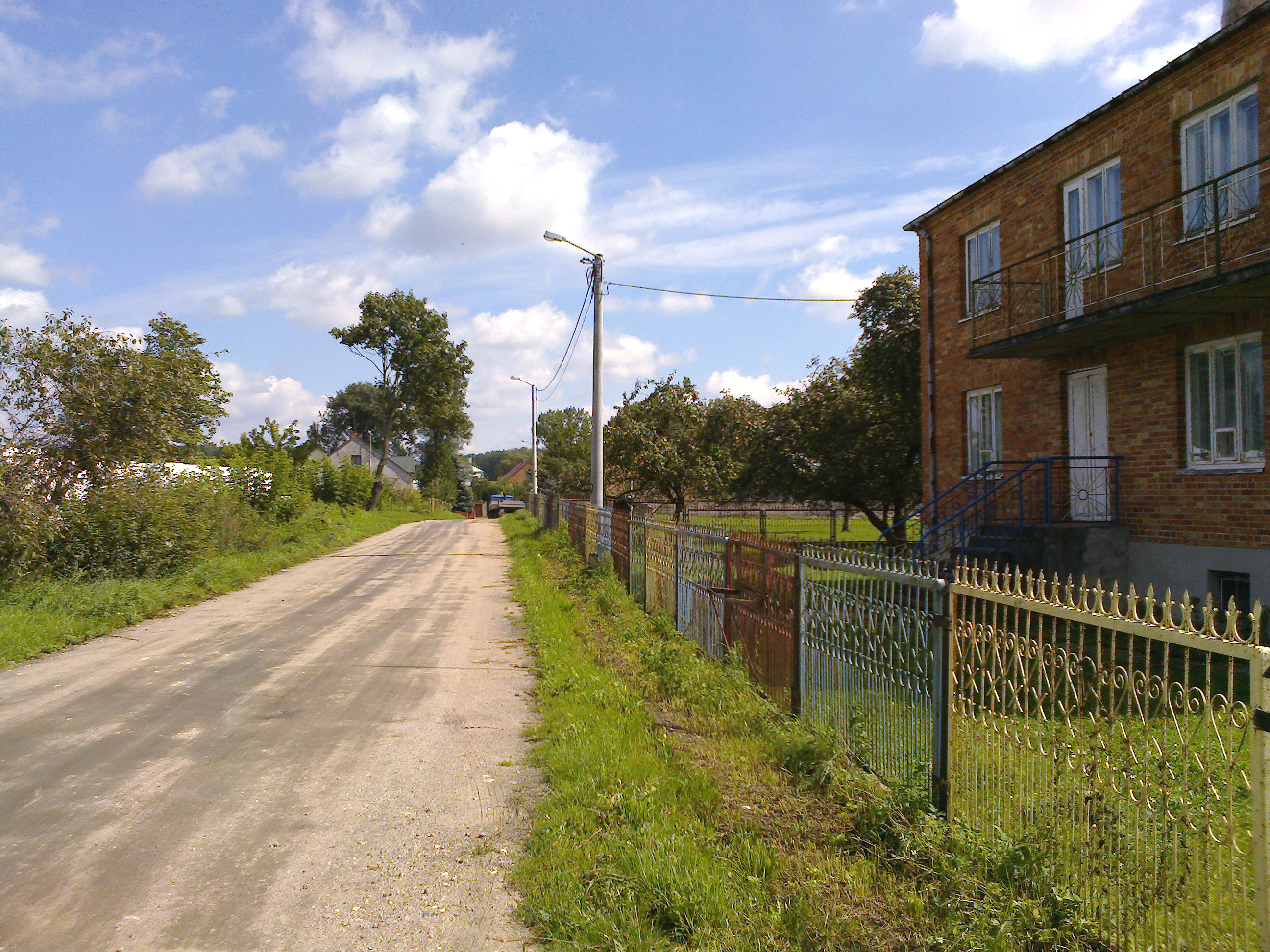
تصویری از روستای کوچک اما زیبای گولانکی.

گولانکی (به لاتین: Golanki) یک روستا در لهستان است که در گمینا گرابووو واقع شده‌است.